# Saméon
Saméon – miejscowość i gmina we Francji, w regionie Hauts-de-France, w departamencie Nord.
Według danych na rok 1990 gminę zamieszkiwały 1264 osoby, a gęstość zaludnienia wynosiła 143 osób/km² (wśród 1549 gmin regionu Nord-Pas-de-Calais Saméon plasuje się na 490. miejscu pod względem liczby ludności, natomiast pod względem powierzchni na miejscu 393.).